# Edgar W. Schneider
Edgar W. Schneider (* 30. Mai 1954) ist ein deutscher Linguist österreichischer Herkunft. Er ist emeritierter Professor für Englische Sprachwissenschaft an der Universität Regensburg, wo er von 1993 bis 2020 den Lehrstuhl für Englische Sprachwissenschaft innehatte. Von 2021 bis 2023 war er für jeweils ein Semester Visiting Senior Fellow an der National University of Singapore. Er ist in der World-Englishes-Forschung hauptsächlich als Begründer des „Dynamic Model“ der Evolution postkolonialer Varietäten des Englischen bekannt.

## Leben
Edgar W. Schneider promovierte 1981 und habilitierte sich 1987 an der Universität Bamberg. 1988 war er Lehrstuhlvertreter an der Universität Trier und 1988/1989 Adjunct Associate Professor an der University of Georgia, USA. Im Jahr 1989 wurde er ordentlicher Professor an der Freien Universität Berlin. 1993 übernahm er den Lehrstuhl in Regensburg. In Regensburg gründete er das Research Center for World Englishes.
Schneider war Studiendekan an der Fakultät für Sprach-, Literatur- und Kulturwissenschaften der Universität Regensburg (2007–2009) und von 2009 bis 2011 Dekan der Fakultät. Er war von 2016 bis 2018 Präsident der International Society for the Linguistics of English (ISLE). Von 1997 bis 2013 war er Herausgeber der wissenschaftlichen Zeitschrift English World-Wide (Amsterdam: Benjamins) und von 1997 bis 2011 der dazugehörigen Buchreihe Varieties of English Around the World. Er war Mitherausgeber des umfangreichen Handbook of Varieties of English (2004) und auch des Cambridge Handbook of World Englishes (2020) und ist Autor eines einführenden Lehrbuchs, English Around the World (2011, 2. Aufl. 2020). Er ist Herausgeber einer Reihe von Kurzmonographien für Cambridge University Press mit dem Titel Elements: World Englishes.

## Bibliographie (Auswahl)
- 1988. Variabilität, Polysemie und Unschärfe der Wortbedeutung. Vol. 1: Theoretische und methodische Grundlagen. Vol. 2: Studien zur lexikalischen Semantik der mentalen Verben des Englischen. Tübingen: Niemeyer.
- 1989. American Earlier Black English. Morphological and Syntactic Variables. Tuscaloosa, AL: The University of Alabama Press.
- 1996. Introduction to Quantitative Analysis of Linguistic Survey Data: An Atlas by the Numbers. (mit W.A. Kretzschmar) Thousand Oaks, CA: Sage Publications.
- 1996. Focus on the USA. (Hrsg.) Amsterdam: Benjamins.
- 1997. Englishes Around the World. Vol. 1: General Studies – British Isles – North America. Vol. 2: Caribbean – Africa – Asia – Australasia. Studies in Honour of Manfred Görlach. (Hrsg.) Amsterdam: Benjamins.
- 2000. Degrees of Restructuring in Creole Languages. (Hrsg., mit I. Neumann-Holzschuh). Amsterdam: Benjamins.
- 2004. A Handbook of Varieties of English. A Multimedia Reference Tool. Vol. 1: Phonology. Vol. 2: Morphology and Syntax. (Hrsg., mit B. Kortmann, C. Upton, R. Mesthrie and K. Burridge). Berlin, New York: Mouton de Gruyter.
- 2007. Postcolonial English: Varieties Around the World. Cambridge: Cambridge University Press.
- 2010. The Lesser-Known Varieties of English. An Introduction. (Hrsg., mit D. Schreier, P. Trudgill, and J. Williams). Cambridge: Cambridge University Press.
- 2011. English Around the World: An Introduction. Cambridge: Cambridge University Press. 2nd edition 2020.
- 2015. Further Studies in the Lesser-Known Varieties of English. (Hrsg., mit J. Williams, D. Schreier, and P. Trudgill). Cambridge: Cambridge University Press.
- 2020. The Cambridge Handbook of World Englishes. (Hrsg., mit D. Schreier and M. Hundt). Cambridge: Cambridge University Press.
- 2021. World Englishes at the Grassroots. (Hrsg., mit Ch. Meierkord) Edinburgh: Edinburgh University Press.